# New Police Story
New Police Story (traditionell kinesiska: 新警察故事; pinyin: Xīn Jǐngchá Gùshì, Jyutping: San ging chaat goo si) är en actionfilm från Hongkong 2004 i regi av Benny Chan och en reboot från de föregående Police Story-trilogierna. 
Huvudsrollsinnehavaren är Jackie Chan, som återvänder som polisen Chan Kwok-Wing. Den här gången tvingas att jobba med den unge assistenten Frank Cheng, spelad av Nicholas Tse för att stopp en grupp med ungdomar som kallar sig "The Gang of Five", ledd av Joe (Daniel Wu).
Filmen hade biopremiär i Kina samt Hongkong den 24 september, 2004. I Sverige släpptes filmen direkt till video den 1 juni, 2005.

## Handling
Chan Kwow-Wing är en av de bästa och respekterade poliserna i Hongkong. Men en dag blir en bank rånad av en grupp ungdomar som kallar sig "The Gang of Five", där ledaren är Joe Kwan. Chan och hans polisteam lyckas att hitta deras gömställe och åker dit för att gripa dem. Men stället visar sig vara full med olika fällor och slutar med att hela Chans team blir mördade, där Chan själv är den enda överlevande. 
Efter den hemska incidenten bestämmer sig Chan för att ta ledigt från polisstyrkan och börja supa ner sig, tills han tas hand ut av den unge assistenten Frank Cheng. Han berättar för Chan att gruppen som han länge varit i jakt på, har slagit till igen genom ett datorspel. Detta leder till att Chan och Frank börjar samarbeta som poliser och bestämmer sig för att stoppa gruppen en gång för alla.

## Rollista
| Jackie Chan            | – Chan Kwok Wing   |
| Nicholas Tse           | – Frank Cheng      |
| Charlie Yeung          | – Ho Yee Sun       |
| Daniel Wu              | – Joe Kwan         |
| Charlene Choi          | – Sa Sa            |
| Dave Wong              | – Sam / Wong Sum   |
| Lee Ting Fung          | – Joe Kwan - Age 6 |
| Hayama Go              | – Max Leung        |
| Terence Yin            | – Fire             |
| Yu Rongguang           | – Chiu Chan        |
| Chun Sun               |                    |
| Lui Yau-wai            |                    |
| Coco Chiang            | – Sue Chow         |
| Andy On                | – Law Tin-Tin      |
| Liu Kai-Chi            | – Tai              |
| John Shum              | – Eric Chow        |
| Ken Lo                 | – Kwong            |
| Asuka Higuchi          |                    |
| Steven Cheung Chi-Hang |                    |
| Kenny Kwan             |                    |
| Wu Bai                 |                    |
| Deep Ng                | – Rocky            |
| Tony Ho                | – Chui             |
| Timmy Hung             | – Tin Ming         |
| Hung Tin Chiu          | – Chiu             |
| Carl Ng                | – Carl             |
| Andrew Lin             | – Hoi              |
| Samuel Pang            | – Sam              |
| Philip Ng              | – Philip           |
| Winnie Leung           |                    |
| Eric Kwok              |                    |
| Mandy Chiang           |                    |
| Mak Bau                |                    |
| Ringo Chen             |                    |
| Jun He                 |                    |
| Park Huyn Jin          |                    |
| Wu Gang                |                    |
| Stephen Rohn           |                    |
| Stephen Julien         |                    |
| Bradd Buckly           |                    |
| Ho Wai-Yip             |                    |

## Mottagande
Filmen har fått positiva recensioner. Rotten Tomatoes visade en kritikerställning att bland sex recensioner av filmen hade 67 procent gett filmen positiva omdömen, med genomsnittsbetyget 5.6 av 10. 

## Priser
På Hong Kong Film Awards 2005 blev filmen nominerad till åtta priser, som inkluderade Benny Chan i kategorin "Bästa regissör", Jackie Chan för "Bästa manliga huvudroll" och Daniel Wu för "Bästa manliga biroll", men vann inga.
Nedanför är en lista över kategorier som filmen blivit nominerad till:
| Skådespelare/Regissör | Pris                      |
| --------------------- | ------------------------- |
| Benny Chan            | "Bästa regissör"          |
| Jackie Chan           | "Bästa manliga huvudroll" |
| Daniel Wu             | "Bästa manliga biroll"    |

| Ensemble/produktion      | Pris                     |
| ------------------------ | ------------------------ |
| Chung Chi Li             | "Bästa actionkoreografi" |
| Chi Wai Yau              | "Bästa filmklippning"    |
| ?                        | "Bästa foto"             |
| Kinson Tsang             | "Bästa ljudeffekter"     |
| Won-Tak Wong, Chi-Fai Ho | "Bästa visuellaeffekter" |